# Raditude
Raditude é o sétimo álbum de estúdio da banda americana de rock alternativo Weezer. Foi lançado dia 3 de Novembro de 2009, sendo que a data original de lançamento estava marcada para 27 de Outubro de 2009. O título do álbum foi sugerido ao vocalista dos Weezer Rivers Cuomo pelo actor Rainn Wilson.
A partir do álbum foram laçados dois singles, tendo sido estes "(If You're Wondering If I Want You To) I Want You To" e "I'm Your Daddy". O álbum estreou-se em sétimo lugar na Billboard 200. A capa do álbum apresenta uma fotografia de um cão chamado Sidney, publicada originalmente na edição de Agosto de 2009 da revista National Geographic.

## Gravação
O conhecimento das gravações foi pela primeira vez feito público pela Billboard.com, que reportou que os Weezer se encontravam em estúdio desde Novembro de 2008 a gravar um sétimo álbum. Uma publicação no Youtube denominada "Let's Write A Sawng (Step 16: Send it to the Wolfs)" cujo upload foi realizado em 15 de Novembro de 2008, mostra o vocalista Rivers Cuomo no estúdio com o produtor Jacknife Lee a analisar três músicas de uma série de vinte e três, aumentando a especulação da gravação de um sétimo álbum.
| Críticas profissionais | Críticas profissionais |
| Avaliações da crítica  | Avaliações da crítica  |
| Fonte                  | Avaliação              |
| ---------------------- | ---------------------- |
| AbsolutePunk           | [ 7 ]                  |
| Allmusic               | [ 8 ]                  |
| Chicago Tribune        | [ 9 ]                  |
| Entertainment Weekly   | (B+)                   |
| NME                    | [ 11 ]                 |
| Pitchfork Media        | [ 12 ]                 |
| Popmatters             | [ 13 ]                 |
| Rolling Stone          | [ 14 ]                 |
| Slant                  | [ 15 ]                 |
| Spin                   | [ 16 ]                 |

Em Maio, o webmaster e arquivista da banda Kark Koch revelou que o álbum não tinha uma data para o seu lançamento e que a banda deveria gravar material adicional. Ele revelou que Cuomo seria unicamente vocalista ao contrário do que tinha sido o álbum anterior, Weezer (The Red Album). No início do Verão de 2009, o baterista Josh Freese juntou-se aos Weezer com percussionista, com Pat Wilson a assumir a guitarra no lugar de Cuomo. Freese actuou com a banda no festival californiano KROQ Weenie Roast. Numa entrevista para o evento, a banda revelou que um novo álbum seria lançado no Verão de 2009.
Em 24 de Julho, os Weezer tocaram três músicas na Coreia no festival Jisan Valley Rock Festival: "Can't Stop Partying", "I'm Your Daddy" e "The Girl Got Hot". "Can't Stop Partying" foi lançada antecipadamente em demo no álbum de Cuomo Alone II: The Home Recordings of Rivers Cuomo de 2008. Enquanto cantava "The Girl Got Hot" em 26 de Julho de 2009 no festival Fuji Rock Festival, Cuomo revelou que o sétimo álbum de estúdio dos Weezer saíria em Outubro de 2009. Em 4 de Agosto de 2009 viu o final das sessões de gravação para o álbum, sendo que a edição do disco começou dois dias mais tarde.
Rivers revelou numa entrevista para a Billboard em 21 de Agosto que "The Girl Got Hot", "I'm Your Daddy" e "Can't Stop Partying" estariam no novo álbum, tal como uma música chamada "Trippin' Down The Freeway". "Let It All Hang Out" foi co-escrita com o produtor de hip-hop Jermaine Dupri. "Put Me Back Together" foi co-escrita com os membros da banda The All-American Rejects Tyson Ritter e Nick Wheeler.

## Promoção
Em 14 de Agosto de 2009, a MTV confirmou que o primeiro single, "(If You're Wondering If I Want You To) I Want You To", seria lançado nas rádios americanas de rock em 25 de Agosto. Porém este foi posto à disposição menos de uma semana depois do anúncio, sendo que o lançamento oficial do single nas rádios foi feito numa terça, dia 18 de Agosto. O videoclip do single foi filmado pelo realizador Marc Webb e contou com a participação da actriz Odette Yustman.
Através de actualizações do seu website oficial, a banda revelou em Agosto de 2009 que o nome do álbum seria Raditude e seria lançado em 27 de Outubro do mesmo ano. Esta data seria posteriormente adiada uma semana para 3 de Novembro. Em Outubro a banda anunciou "The Weezer Raditude Club", que permitiu aos interessados fazer uma pré-compra de Raditude e ganhar acesso imediato a músicas exclusivas cada semana até à data de lançamento do álbum.
Os Weezer gravaram uma actuação promocional para a Sessions@AOL. Entre os convidados encontravam-se Kenny G, Chamillionaire e Sara Bareilles. A contribuição de Kenny G deu-se num solo após o segundo refrão da música "I'm Your Daddy". Antes da sessão confessou que não sabia nada sobre os Weezer. Apesar de Cuomo e Kenny G viverem perto em Malibu, nunca se tinham conhecido antes da gravação, que foi feita logo à primeira vez. Kenny G comentou na sala verde a falta de ensaios: "…Tudo OK. Sou um profissional."
Raditude tem sido vendido em conjunto com um género de roupão dos Weezer, chamado "Snuggie".
O álbum estreou-se em sétimo lugar na Billboard 200, vendendo 66000 cópias na primeira semana, apenas metade das cópias que o álbum anterior, Weezer (The Red Album), tinha vendido na sua primeira semana, em 2008.

## Faixas
| N.º            | Título                                                 | Compositor(es)                    | Duração |  |
| 1.             | "(If You're Wondering If I Want You To) I Want You To" | Rivers Cuomo, Butch Walker        | 3:28    |  |
| 2.             | "I'm Your Daddy"                                       | Cuomo, Dr. Luke                   | 3:08    |  |
| 3.             | "The Girl Got Hot"                                     | Cuomo, Walker                     | 3:14    |  |
| 4.             | "Can't Stop Partying" (com Lil Wayne)                  | Cuomo, Jermaine Dupri, Carter     | 4:22    |  |
| 5.             | "Put Me Back Together"                                 | Cuomo, Tyson Ritter, Nick Wheeler | 3:15    |  |
| 6.             | "Trippin' Down the Freeway"                            | Cuomo                             | 3:40    |  |
| 7.             | "Love Is The Answer"                                   | Cuomo, Jacknife Lee               | 3:43    |  |
| 8.             | "Let It All Hang Out"                                  | Cuomo, Dupri, Lee                 | 3:17    |  |
| 9.             | "In the Mall"                                          | Patrick Wilson                    | 2:39    |  |
| 10.            | "I Don't Want To Let You Go"                           | Cuomo                             | 3:48    |  |
| Duração total: | Duração total:                                         | Duração total:                    | 33:00   |  |

Faixas Bonus de Deluxe Edition
| N.º | Título                                       | Compositor(es)       | Duração |  |
| 11. | "Get Me Some"                                | Cuomo, Dr. Luke      | 3:36    |  |
| 12. | "Run Over by a Truck"                        | Cuomo                | 3:33    |  |
| 13. | "The Prettiest Girl in the Whole Wide World" | Cuomo                | 4:00    |  |
| 14. | "The Underdogs"                              | Cuomo, Kazuhiro Hara | 4:40    |  |

Versão Faixa Bónus Exclusiva da Amazon MP3
- "Turn Me Round" (Gravado em 2003) - 3:10

Faixa Bónus Internacional
- "I Woke Up in Love This Morning" (só no Japão) (Gravado em 2003, Rivers Cuomo e Sloan) - 3:04
- "Turn Me Round" (Gravado em 2003) (só no Reino Unido e Austrália) - 3:09

Faixa Bónus iTunes
- "The Story of My Life" (Gravado em 2003) - 3:15
- "Kids/Poker Face" (Cover Medley de "Kids" dos MGMT e "Poker Face" de Lady GaGa) - 4:58[24]

iTunes Pass: Faixas de The Weezer Raditude Club (exclusivas de iTunes Pass)
- "Should I Stay or Should I Go" (Ao vivo em Virgin Mobile FreeFest '09 - Cover de The Clash) - 3:07
- "I Hear Bells" (Gravado em 2000) - 2:44
- "Put Me Back Together" (Rich Costey Mix) - 3:15
- "Cold Dark World" (Rivers Vocalista Principal) (Surgido originalmente no The Red Album com Scott Shriner a vocalista) - 3:52
- "Across the Sea" (Música ao vivo da Japan 2005 Tour) - 4:32
- Video com as Introduções da US 2009 Tour - 4:46
- "The Good Life" (ao vivo) (Video) - 4:38
- "(If You're Wondering If I Want You To) I Want You To" (Steve Aoki Remix) - 6:36
- "The Prettiest Girl In The Whole Wide World" (Karlophone Remix) - 4:21
- "I'm Your Daddy" (Pat Wilson Remix) - 3:08
- "(If You're Wondering If I Want You To) I Want You To" (Videoclipe) - 3:31
- "Can't Stop Partying" (Coconut Teaser Mix) - 3:32
- "Love Is The Answer" (Laid Back Mix) - 3:01
- Video ao vivo de Rehearsals - 5:29
- Making of Raditude (Video) - 12:18
- "I'm Your Daddy" (Serban Ghenea Mix) - 3:08

"Can't Stop Partying", "I Don't Want to Let You Go" e "The Prettiest Girl in the Whole Wide World" foram lançadas previamente numa demo do álbum a solo de Rivers Cuomo Alone II: The Home Recordings of Rivers Cuomo. Sugar Ray gravaram previamente a música "Love Is the Answer" no seu álbum de 2009 Music for Cougars com a presença por convite de Cuomo.